# Orupssjukhuset

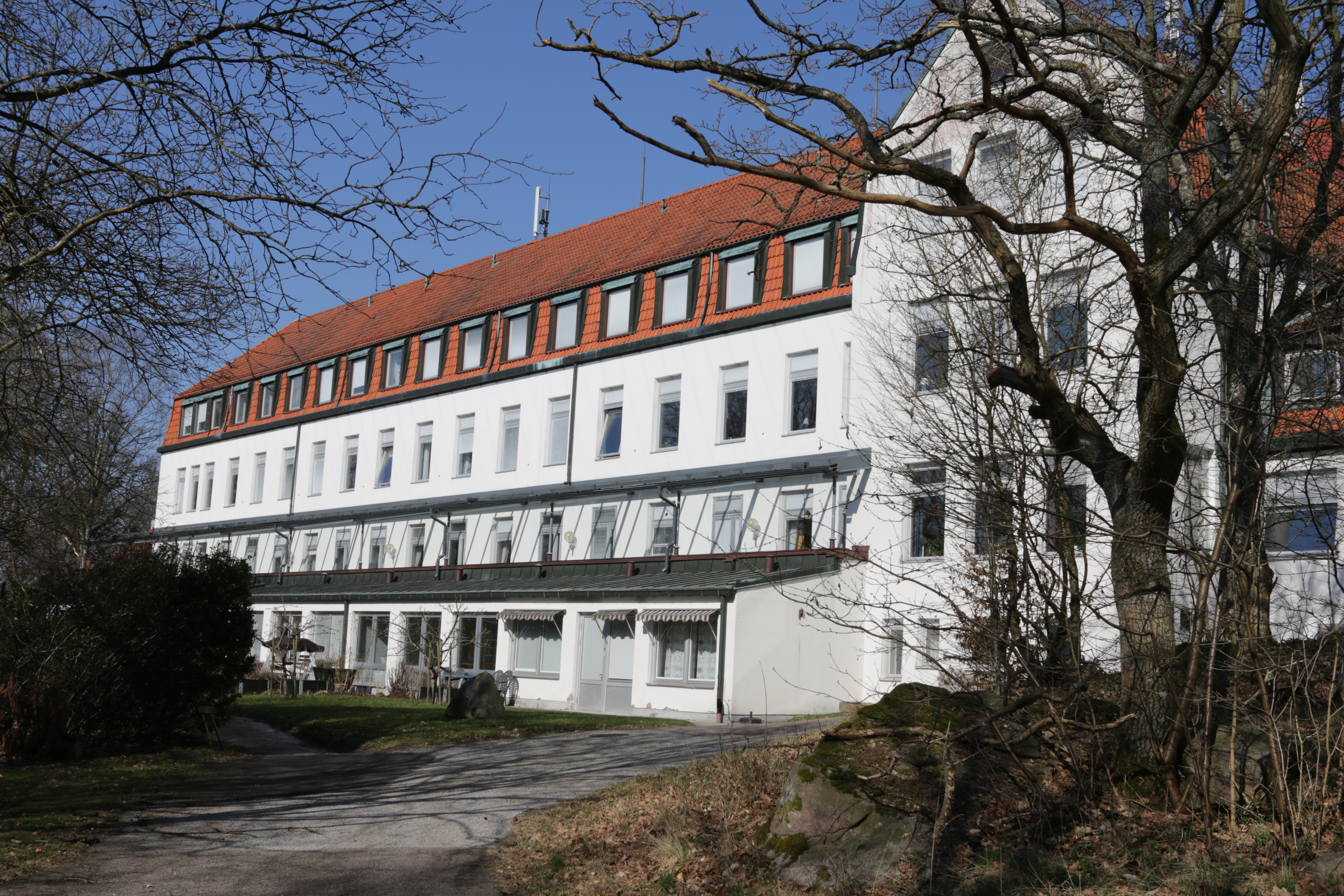
Orups sjukhus

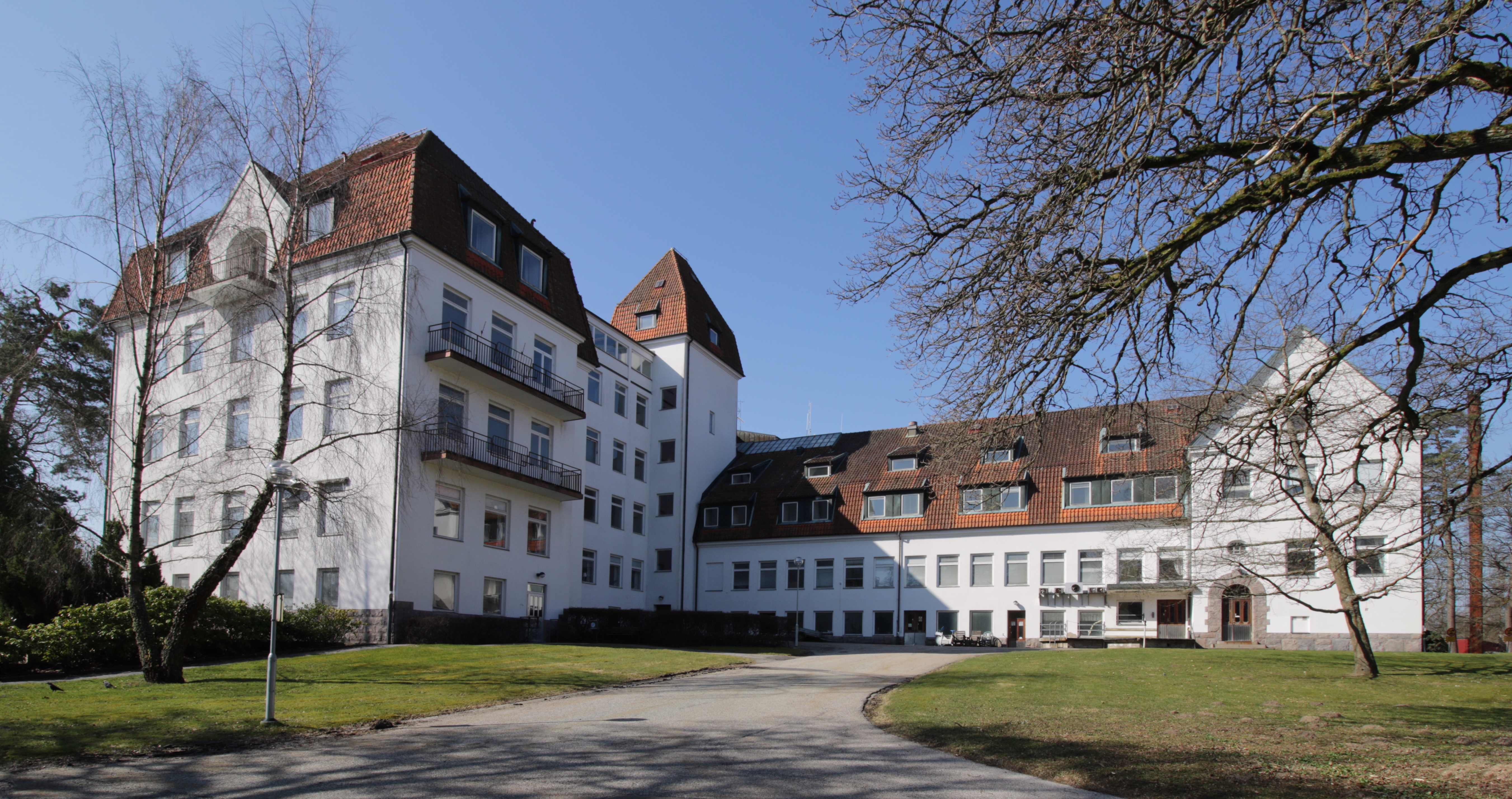
Orups sjukhus

Orupssjukhuset är ett sjukhus i Höörs kommun. Det är en del av Skånes universitetssjukhus, men är helt specialiserat på rehabilitering för bland annat ryggmärgs- och hjärnskadade. Sjukhuset ligger i Bosjöklosters socken på sluttningen vid Ringsjöns norra strand. 
Sjukhuset var ursprungligen ett sanatorium som uppfördes 1912–1915 av Malmö stad och Malmöhus läns landsting gemensamt för vård av patienter med tbc. Stadsarkitekten i Malmö, Salomon Sörensen, ritade anläggningen. Byggnaderna hade 197 vårdplatser för Malmöhus läns landsting och 64 vårdplatser för Malmö. Den stora vårdavdelningen är förlagd i söder och bildar en T-formad plan med ekonomi- och köksavdelningar mot norr. På översta våningen fanns ligghallar. Överläkarbostaden byggdes samtidigt som huvudbyggnaden och Malmö-paviljongen. Även kapell- och obduktionsbyggnaden tillhör den ursprungliga anläggningen.
Under perioden 1966–1970 avvecklades sanatorieverksamheten och inriktningen ändrades till rehabilitering. De första två patienterna kom från ortopediska kliniken i Lund. 1991 invigdes en tillbyggnad med idrottshall och simbassäng.
Sjukhuset har i dag tre vårdavdelningar, varav två är specialiserade på ryggmärgsskadade respektive hjärnskadade. Sjukhuset rehabiliterar även bland annat amputerade och transplanterade patienter. På Orup finns även en omfattande öppenvård. Anläggningen har träningslokaler, simbassäng, samt kök och andra lokaler som ska efterlikna en hemmiljö.
Sjukhusets framtid är oviss. I flera års tid har en flytt av verksamheten till Lund eller Malmö diskuterats, men det saknas lokaler dit rehabiliteringen kan flytta.
2018 sålde Region Skåne sjukhuset för att istället hyra de lokaler man behöver.